# سینما اکسین
پردیس سینمایی اکسین یک  پردیس سینمایی در شهر اهواز، ایران است.
این پرديس که متعلق به حوزه هنری می‌باشد در سال ۱۳۴۷ با یک سالن افتتاح شده‌است. این سینما در سال‌های ۱۳۹۸ تا ۱۴۰۰ مورد بازسازی قرار گرفت و با پنج سالن بازگشایی شد.